# Moti di Stonewall
I moti di Stonewall (Stonewall riots), chiamati anche nel loro insieme dal movimento LGBT statunitense rivolta di Stonewall (Stonewall uprising) o semplicemente Stonewall, furono una serie di violenti scontri fra gruppi di omosessuali e la polizia a New York. Il primo scontro avvenne la notte fra il 27 e il 28 giugno 1969 poco dopo l'1:20, quando la polizia irruppe nello Stonewall Inn, un bar gay in Christopher Street nel Greenwich Village, un quartiere del distretto di Manhattan a New York.
Viene considerato simbolicamente il momento di nascita del movimento di liberazione gay moderno in tutto il mondo. Per questo motivo il 28 giugno, e in generale il mese di giugno, è stato scelto dal movimento LGBT come data della "giornata mondiale dell'orgoglio LGBT" o "Pride". Icona del movimento LGBT e simbolo dei moti di Stonewall è diventata Sylvia Rivera, Transgender, che, nonostante ancora oggi i racconti sull'episodio risultino contraddittori, avrebbe iniziato la protesta lanciando una bottiglia contro i poliziotti.

## Storia

### Contesto
(Slogan dei manifestanti durante i Moti di Stonewall del 1969.)
Le incursioni della polizia nei bar gay e nei night club facevano regolarmente parte della vita gay nelle città degli USA fino agli anni sessanta, quando cominciarono a essere meno frequenti nelle città principali. Si ritiene che il declino di queste retate possa essere attribuito a una serie di azioni legali e all'aumentata resistenza da parte del "movimento omofilo". Prima del 1965, l'identità dei presenti al momento della retata veniva registrata dalla polizia e, in alcune occasioni, veniva anche pubblicata sui quotidiani. All'epoca, la polizia usava tutti i motivi che riusciva a escogitare per giustificare un arresto con accuse di "indecenza", tra cui baciarsi, tenersi per mano, indossare abiti del sesso opposto o anche il semplice essersi trovati nel bar al momento dell'irruzione.
Nel 1965 John Lindsay, esponente del Partito Repubblicano, venne eletto sindaco di New York con una piattaforma riformatrice; Dick Leitsch divenne presidente della Mattachine Society a New York, nello stesso periodo; Leitsch era considerato relativamente militante rispetto ai suoi predecessori, e credeva nelle tecniche di azione diretta comunemente usate da altri gruppi per i diritti civili degli anni 1960.
All'inizio del 1966, a causa delle lamentele della Mattachine, era cambiata la consuetudine per cui la polizia stava in strada anche per incastrare i gay e accusarli di atteggiamenti osceni. Il commissario Howard Leary, istruì le forze di polizia perché non adescassero i gay per spingerli a infrangere la legge; richiese inoltre che ogni poliziotto in borghese avesse un civile come testimone quando veniva arrestato un gay. Ciò pose quasi fine al cosiddetto entrapment (la pratica dell'adescamento con lo scopo di arrestare) dei gay a New York.
Nello stesso anno, allo scopo di sfidare la State Liquor Authority (SLA) sulle sue politiche circa i bar gay, Dick Leitsch condusse un "sip in" (il termine deriva da "sit in", e sip significa "sorseggiare"). Leitsch aveva avvisato la stampa e progettato un incontro in un bar con altri due uomini gay (un bar poteva vedersi revocata la sua licenza di vendita dei liquori se serviva da bere volontariamente a un gruppo di tre o più omosessuali); per verificare la politica della SLA sulla chiusura dei bar. Quando il barista del Julius li mandò via, essi reclamarono davanti alla commissione cittadina per i diritti umani. A seguito del "sip in", il presidente della SLA dichiarò che il suo dipartimento non proibiva la vendita di liquori agli omosessuali.
Inoltre, l'anno seguente, due distinte sentenze giudiziarie dichiararono che erano richieste "prove sostanziali" per poter revocare una licenza per gli alcolici. I baci tra due uomini non erano più considerati comportamento indecente. Il numero di bar gay a New York crebbe stabilmente dopo il 1966.
Nonostante tali aperture, John D'Emilio, storico gay statunitense, fece notare che la città era nel mezzo di una campagna per l'elezione del sindaco e John Lindsay, che aveva perso le primarie del suo partito, aveva motivo di chiedere un repulisti dei bar della città. Lo Stonewall Inn forniva pretesti per un intervento della polizia: operava senza licenza per i liquori, aveva legami con il crimine organizzato, e forniva dei "go-go boys" scarsamente abbigliati come intrattenimento.
Il vice ispettore Seymour Pine, che guidò l'incursione nel bar della prima notte, sostenne che gli venne ordinato di chiudere lo Stonewall Inn perché era il luogo principale ove raccogliere informazioni sugli uomini gay che lavoravano a Wall Street: un incremento nel numero di furti organizzati in aziende di intermediazione di Wall Street aveva portato la polizia a sospettare che dietro a questi furti ci fossero gay che venivano ricattati.
Gli avventori dello Stonewall erano abituati a queste retate e il personale era generalmente in grado di riaprire il bar nella notte stessa o in quella seguente. Su cosa rese diversa questa irruzione ci sono due spiegazioni:
- La prima è quella storica, che sottolinea come la situazione fosse ormai matura per una ribellione, dopo la crescita del movimento anti-autoritario e di protesta del Sessantotto, specie quello contro la guerra del Vietnam, a cui avevano partecipato in altra veste molti dei gay che presero parte ai moti. Era nell'aria l'idea che le minoranze avessero il diritto di rivendicare una loro dignità. Da questo punto di vista, il modello fornito dal movimento per i diritti civili dei neri influenzò molto i militanti gay della prima ora, come dimostra il fatto che lo slogan Gay power (it. potere gay) che venne lanciato durante i disordini, derivava direttamente dallo slogan Black Power (it. potere nero). In tale contesto, bastava una scintilla per incendiare gli animi, e questa scintilla fu la retata dello Stonewall. In effetti, la rivolta del 28 giugno 1969 è considerata un momento di rottura nella storia della comunità omosessuale proprio perché ciò che ne venne fuori aveva molte più somiglianze con i movimenti di lotta politica non gay di quegli anni, piuttosto che con i movimenti omofili che fino a quel giorno avevano condotto la lotta per i diritti degli omosessuali. La principale differenza fu che mentre il movimento omofilo cercava d'integrare gli omosessuali nella società così come essa era, il nuovo movimento, che si autodefinì, usando un termine gergale, "gay", rifiutava l'integrazione in una società giudicata incapace di accettare le diversità, sostenendo che essa andasse rivoluzionata.
- La seconda spiegazione è meno rigorosa dal punto di vista storico ma più popolare (e stereotipica), e collega i moti del giugno 1969 con la morte, avvenuta una settimana prima, di Judy Garland, un'importante icona culturale in cui si identificavano molti appartenenti alla comunità gay. Il palpabile lutto per la sua perdita culminò nel suo funerale, il 27 giugno, cui parteciparono 22000 persone, di cui si stima 12000 fossero gay. Molti degli avventori dello Stonewall quindi sarebbero stati ancora provati emotivamente quando quella notte avvenne l'irruzione. Questa è la tesi che viene sposata, e quindi resa celebre, dal film Stonewall del 1995. In realtà molti dei partecipanti alla rivolta dichiararono ripetutamente in seguito che la morte di Judy Garland non fu il fattore motivante.

Diversi fattori differenziano la retata che si svolse il 28 giugno da altri simili allo Stonewall Inn. Generalmente, il sesto distretto avvisava i gestori dello Stonewall Inn prima delle retate, che si compivano abbastanza presto la sera, in modo da permettere il normale ritorno agli affari per le ore di punta della notte.

### I fatti
Approssimativamente all'1 e 20 di notte, molto più tardi del solito, otto ufficiali del primo distretto, dei quali solo uno era in uniforme, entrarono nel bar di Christopher Street. Gran parte degli avventori fu in grado di sfuggire all'arresto, poiché gli unici arrestati furono "coloro i quali si trovavano privi di documenti di identità, quelli vestiti con abiti del sesso opposto, e alcuni o tutti i dipendenti del bar".
I dettagli su come ebbe inizio la rivolta variano. Secondo un resoconto, Sylvia Rivera scagliò una bottiglia contro un agente dopo essere stata pungolata con un manganello. Un'altra versione dichiara che Stormé DeLarverie, una donna lesbica, trascinata verso un'auto di pattuglia, oppose resistenza, incoraggiando così la folla a reagire. Comunque sia, la mischia si accese in mezzo alla folla, che presto sopraffece la polizia. Intontiti, i poliziotti si ritirarono all'interno del bar. Il cantante Dave Van Ronk, che stava passeggiando nella zona, venne afferrato dalla polizia, trascinato nel bar e picchiato. Gli attacchi della folla non cessavano: alcuni cercarono di appiccare il fuoco al bar, altri usarono un parchimetro come ariete per costringere gli agenti a uscire. La notizia della rivolta si diffuse rapidamente e molti residenti, così come gli avventori dei bar vicini, accorsero sulla scena.
Nel corso della notte la polizia isolò molti uomini gay e spesso li picchiò. Solo nella prima notte vennero arrestate 13 persone e vennero feriti quattro agenti di polizia, oltre a un numero imprecisato di dimostranti. Si sa comunque che almeno due dimostranti vennero picchiati selvaggiamente dalla polizia. Bottiglie e pietre vennero lanciate dai dimostranti che scandivano lo slogan "Gay Power!". La folla, stimata in 2000 persone, battagliò contro oltre 400 poliziotti.
La polizia inviò rinforzi composti dalla Tactical Patrol Force, una squadra anti-sommossa originariamente addestrata per contrastare i dimostranti contro la Guerra del Vietnam. Le squadre anti-sommossa arrivarono per disperdere la folla, ma non riuscirono nel loro intento e vennero bersagliate da pietre e altri oggetti. A un certo punto si trovarono di fronte a una fila di drag queen che le prendeva in giro cantando:
We are the Stonewall girls

We wear our hair in curls

We wear no underwear

We show our pubic hair

We wear our dungarees

Above our nelly knees!
Siamo le ragazze dello Stonewall

abbiamo i capelli a boccoli

non indossiamo mutande

mostriamo il pelo pubico

e portiamo i nostri jeans

sopra i nostri ginocchi da checche!
Alla fine la situazione si calmò, ma la folla ricomparve la notte successiva. Le schermaglie tra rivoltosi e polizia proseguirono fino alle 4 del mattino.
Il terzo giorno di rivolta si svolse cinque giorni dopo la retata allo Stonewall Inn. In quel mercoledì, 1000 persone si radunarono al bar e causarono gravi danni. La rabbia contro il modo in cui la polizia aveva trattato i gay nei decenni precedenti affiorò in superficie. Vennero distribuiti volantini con la scritta "Via la mafia e gli sbirri dai bar gay!".

## Conseguenze

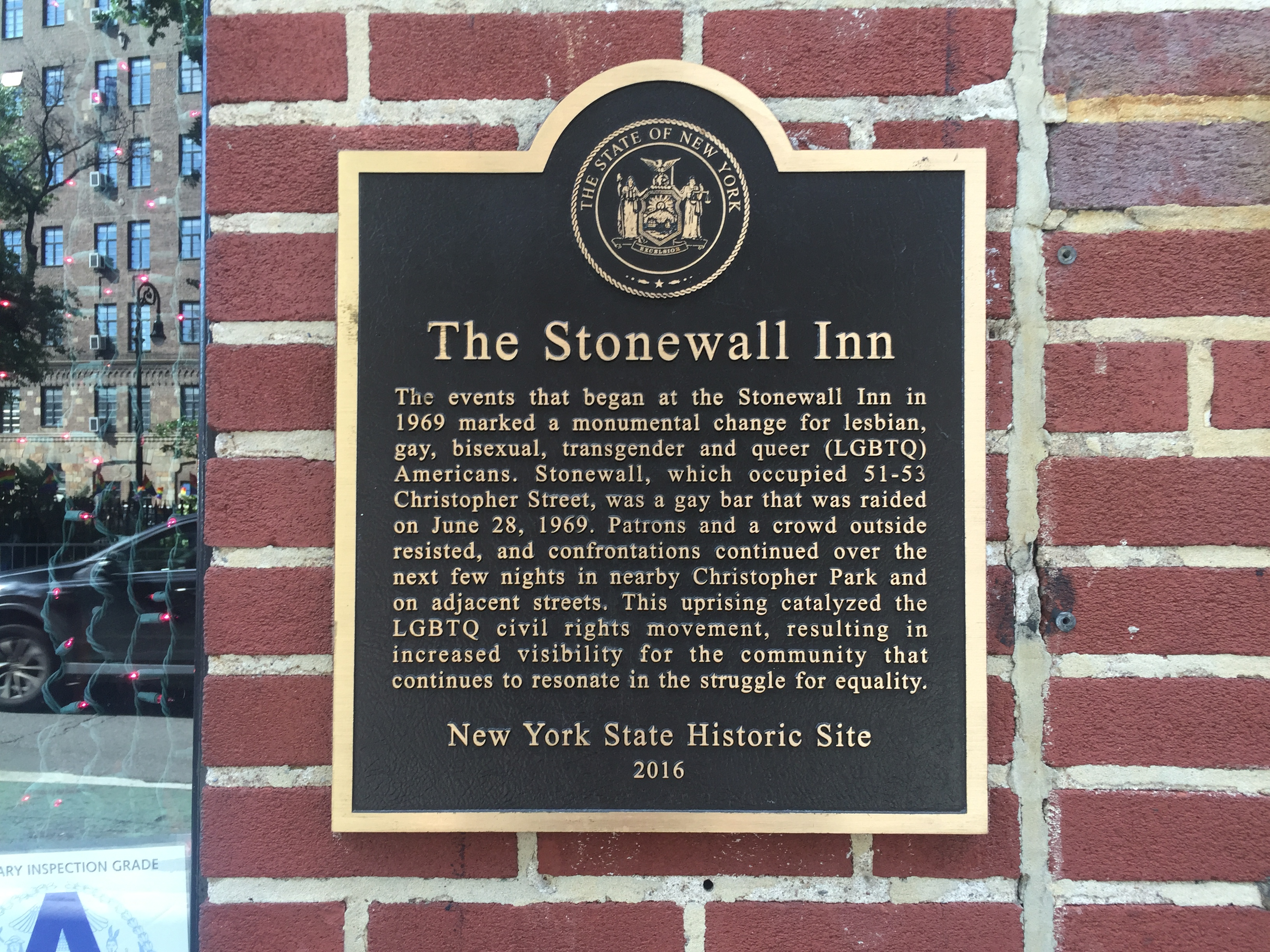
Targa commemorativa

La comunità creata dalle organizzazioni omofile dei due decenni precedenti aveva creato l'ambiente perfetto per la nascita del Movimento di liberazione gay. Per la fine di luglio a New York si formò grazie anche a Marsha P. Johnson il Gay Liberation Front (GLF), e per la fine dell'anno il GLF comparve in città e università di tutti gli USA.
Organizzazioni simili vennero presto create in tutto il mondo: Canada, Francia, Regno Unito, Germania, Belgio, Paesi Bassi, Australia e Nuova Zelanda. In Italia, dove un movimento omofilo che preparasse il terreno non era mai esistito, si dovette aspettare fino al 1971.
L'anno seguente, in commemorazione dei moti di Stonewall, il GLF organizzò una marcia dal Greenwich Village a Central Park. Tra i 5000 e i 10000 uomini e donne vi presero parte. Da allora, molte celebrazioni del gay pride in tutto il mondo scelgono il mese di giugno per le parate e gli eventi che commemorano "la caduta della forcina che si udì in tutto il mondo".

## Influenza culturale
- Il principale gruppo del Regno Unito per i diritti gay si chiama "Stonewall" in onore della rivolta.
- Sull'episodio sono stati prodotti due film: Stonewall del 1995 e Stonewall del 2015.